# B-Max
B-Max – tankowiec przeznaczony do obsługi terminali naftowych znajdujących się w rosyjskiej części Zatoki Fińskiej i rosyjskiego wybrzeża Morza Czarnego. Charakteryzować się ma nośnością do 220 tysięcy DWT i specyficznymi wymiarami maksymalnymi umożliwiającymi żeglugę przez Cieśniny Duńskie i Dardanele. Jako Baltimax nie może przekroczyć zanurzenia wynoszącego 15,4 m. Zwiększoną nośność uzyskano poprzez zmianę proporcji zanurzenia do szerokości i długości w stosunku do jednostek o klasycznych rozmiarach. Kolejną granicę stanowią cieśniny prowadzące z Morza Czarnego, ograniczającą długość statków do 295,5 m. Koncepcję zbiornikowca B-Max jak i samą nazwę zaprojektowała szwedzka Stena, analogicznie jak wcześniejsze zbiornikowce: C-Max (napędzany pędnikami azymutalnymi i nośności 10 000 DWT) i V-Max (VLCC o nośności 313 000 DWT). 